# Convoi des 45000
Le convoi du 6 juillet 1942 dit des « 45000 » est le premier convoi de répression parti de Compiègne et, dans cette catégorie, celui qui a connu le taux de mortalité le plus élevé (89 %). Il déporte vers Auschwitz entre 1 175 (nombre donné par plusieurs rescapés) et 1 173 hommes. La liste de départ n'a pas été retrouvée mais on sait, grâce à une liste des convois arrivés à Auschwitz en 1942 (dressée par des résistants du bureau d'enregistrement du camp), que 1 170 hommes furent immatriculés à leur arrivée le 8 juillet 1942 (les numéros sont dans la série des « 45000 », d’où le nom attribué au convoi). À Metz, trois déportés (au moins) ont réussi à s'évader. Le nombre de 1 160 otages qui figure dans la base de données de la Fondation pour la mémoire de la déportation représente le nombre de ceux dont l'identité a été retrouvée ; 90 % de ces hommes étaient des militants ou des sympathisants communistes, déportés en représailles des premières actions armées de la résistance communiste. Cinquante otages juifs faisaient partie de ce transport.

## Un convoi singulier

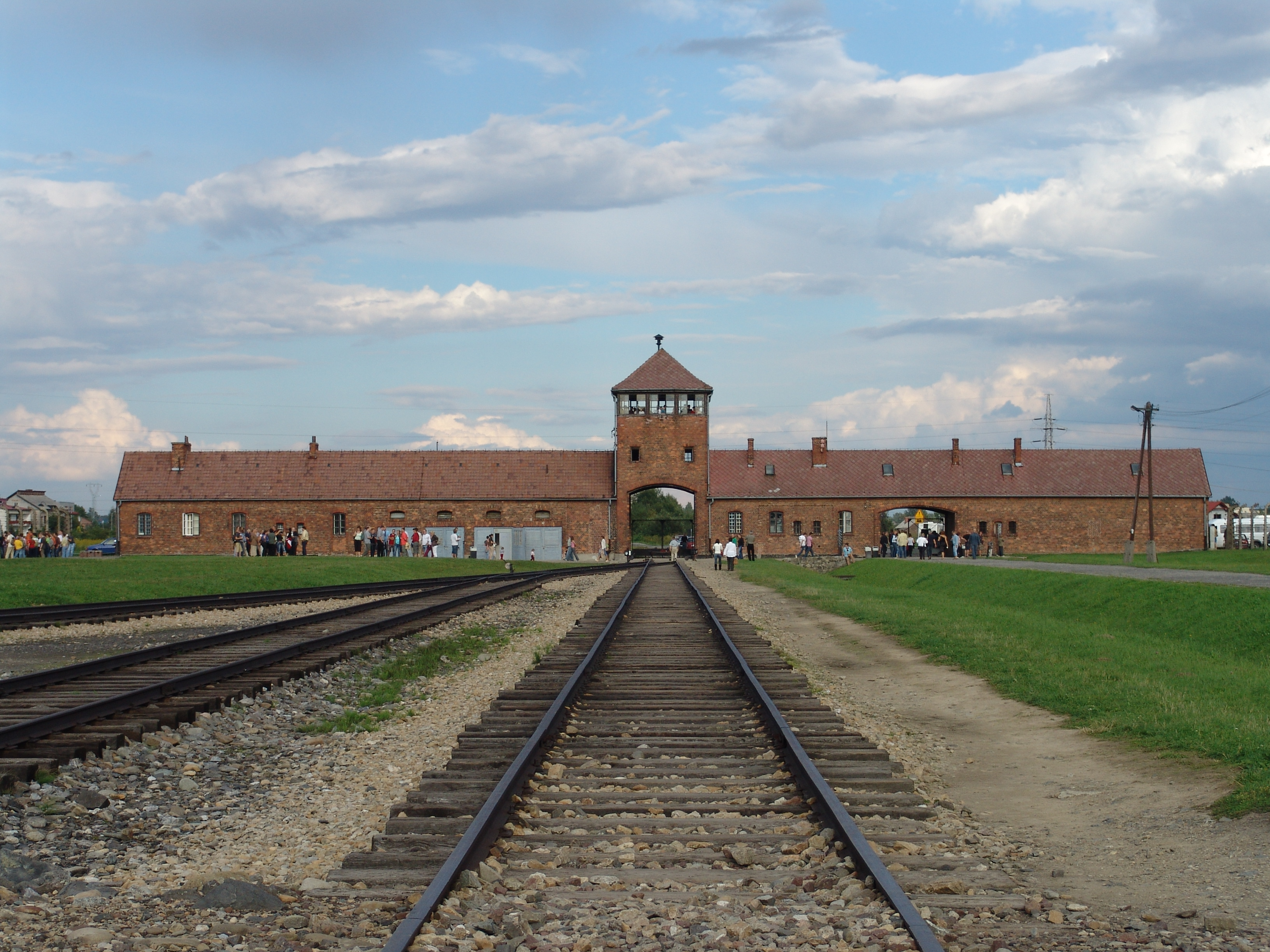
Vue de l'entrée du camp de Birkenau.

Le convoi du 6 juillet 1942 occupe une place singulière dans l’histoire des déportations de France. Il est le premier convoi de répression à quitter le camp de Compiègne pour les camps de concentration et d’extermination nazis, et le seul de l'année 1942. Il est aussi le seul convoi de résistants — avec celui des 230 femmes déportées le 24 janvier 1943 — à avoir eu Auschwitz pour destination finale. Sa composition est par ailleurs atypique, puisqu'aux côtés d'un millier de communistes (responsables politiques du Parti et syndicalistes de la CGT), se trouvaient une quinzaine « d’otages asociaux » et une cinquantaine de Juifs arrêtés comme tels, ces derniers étant, sauf cas exceptionnel, déportés dans des convois spécifiques directement vers l’extermination.
Au bout de deux jours d'un transport extrêmement éprouvant en wagons de marchandises, 1 170 d'entre eux sont enregistrés au camp principal d’Auschwitz, entre les numéros 45157 et 46326. Pour les détenus du camp qui se désignent par la série de leurs matricules, ils sont des « 45000 » (ou, pour trois cents d’entre eux, des « 46000 »). Après leur retour, les quelques rescapés ont continué de se nommer sous le nom de « 45000 ».
Seuls 119 de ces « 45000 » ont survécu à la guerre. Plus de 1 000 d'entre eux sont morts à Auschwitz (les autres au cours des transferts entre 1944 et 1945, soit un taux de mortalité de 89 % des effectifs du convoi initial, qui représente le taux de mortalité probablement le plus élevé des convois de répression, dont la moyenne a été de l’ordre de 40 %).

## Un convoi d’otages juifs et communistes

### Exécutions massives et déportation de représailles
Il s’agit d’un convoi de représailles formé, à l’origine, par l’administration militaire allemande afin de dissuader les dirigeants et les résistants communistes de poursuivre la guérilla urbaine, commencée en août 1941, deux mois après la rupture du Pacte germano-soviétique, sous la forme d’attentats contre des officiers et des troupes de l’armée d’occupation. Après avoir ordonné en août 1941 des exécutions massives d’otages, Hitler décide en 1942, d’y ajouter, la déportation de 500 communistes et Juifs pour chaque nouvel attentat. Ces mesures de représailles s’inscrivent dans la croisade hitlérienne contre « l’adversaire idéologique et racial du peuple germanique » : le « judéo-bolchevisme ». C’est ainsi que les deux premiers convois de la « solution finale » sont également partis vers Auschwitz sous le prétexte de la politique de représailles.
À partir de septembre 1941, des otages sont fusillés en nombre grandissant après chaque nouvel attentat. Ce sont des communistes dans leur très grande majorité. 
À partir d’octobre 1941, les représailles deviennent massives : les 22 et 23 octobre, 98 otages sont fusillés à Châteaubriant, Nantes et dans la région de Bordeaux, et 95 otages sont exécutés le 15 décembre. Au début de décembre 1941, le général Otto von Stülpnagel, commandant des troupes d’occupation et chef de l’administration militaire allemande en France, propose à ses supérieurs de remplacer les exécutions massives d’otages — qui créent de plus en plus d’émotion dans la population — par la déportation d’otages communistes et juifs vers l’Est. Il prépare la déportation de 1 000 Juifs et 500 jeunes communistes, mais celle-ci n’a pas lieu à la suite d’un ordre de Berlin qui la repousse à janvier ou février 1942.

### Les premiers convois de Juifs partent sous le prétexte de la politique des otages.
Le correspondant d'Eichmann en France, Dannecker, chargé des « affaires juives » se saisit de cette politique de représailles pour hâter le départ vers l’Est des Juifs de France déjà internés dans des camps français. Un premier convoi de 1 000 « otages juifs », quitte le camp de Compiègne pour Auschwitz, le 27 mars 1942.
Cependant, les fusillades d’otages ne sont pas pour autant suspendues : face à la multiplication des actions armées communistes contre des membres de l’armée d’occupation, Hitler ordonne le 9 avril 1942 de procéder, après chaque nouvel attentat, à des exécutions massives d’otages et à la déportation de 500 otages (communistes et Juifs). Le commandant militaire en France y adjoint des « asociaux réputés proches des milieux communistes ».
Dannecker profite de ce décret pour organiser en mai et juin 1942 de nouveaux départs de Juifs vers Auschwitz en quatre convois. Puis, il procède à la déportation d’un millier de communistes choisis parmi les otages rassemblés au camp de Compiègne par le commandant militaire en France. Ils sont rejoints par les quelque cinquante derniers otages juifs « déportables » du camp. Une quinzaine d’otages asociaux font également partie du transport.
Comme pour les convois de Juifs, le départ de ce convoi est pris en charge par le service d’Eichmann (IV-B4 au sein du RSHA), chargé de gérer la « solution finale du problème juif en Europe » bien qu’il s’agisse d’un convoi de répression. Jusqu'en janvier 1943, aucun autre convoi de grande ampleur ne sera organisé à l’exception des convois de Juifs[réf. nécessaire] dont les premiers sont partis, comme mentionné plus haut, sous le couvert des représailles.

### Le choix des otages communistes
Le choix des otages communistes est effectué par les services de l’administration militaire allemande (la Wehrmacht). À partir du 24 avril 1942, le Feldkommandant de chaque département doit établir la liste des otages à déporter à partir de critères très précis : ces otages doivent être de sexe masculin, avoir entre 18 et 55 ans, être aptes au travail et avoir été des militants actifs du Parti communiste depuis l’armistice de 1940. Cependant, dans certaines régions, des hommes soupçonnés indûment d’être des sympathisants communistes (quelques radicaux et des socialistes militants de la CGT par exemple, une dizaine au total) sont également désignés. 
Cette sélection minutieuse ne peut se réaliser sans les renseignements fournis par la police française (près de 80 % de ces otages avaient d’ailleurs été arrêtés par celle-ci, agissant seule ou en auxiliaire des Allemands).
Les futurs déportés sont choisis pour moitié parmi les otages déjà détenus au Camp de Royallieu (Compiègne) en avril 1942. Les autres sont extraits principalement des camps d’internement français (Voves, Rouillé…) ou encore amenés à Compiègne, dans les jours suivant leur arrestation à la suite d’attentats survenus en avril et mai dans leur région. La liste définitive du convoi est composée de quatre listes alphabétiques successives, dont l’une comporte le nom de la cinquantaine d’otages retirée du camp des Juifs de Compiègne. La liste originale du convoi n’a pas été retrouvée en raison de la destruction des archives du camp de Compiègne et de la plupart de celles d’Auschwitz. Mais elle a pu en grande partie être reconstituée. Les lacunes concernent une dizaine de noms de déportés et des centaines de numéros matricules.

### Qui sont les «45000»?
Les « 45000 » sont des hommes jeunes ou dans la force de l’âge, ouvriers pour la plupart et issus principalement des départements industriels de la zone occupée — Paris et sa couronne, la Normandie (Caen, Rouen), la Lorraine (Meurthe-et-Moselle). La moitié d'entre eux sont domiciliés dans la région parisienne. Les autres proviennent de la quasi-totalité des départements occupés. Ils sont des militants et des responsables du Parti communiste et de la CGT dont l'engagement remontait bien souvent aux années 1920 ou 1930. Parmi eux, se trouvent d’anciens élus, dont le député Robert Philippot. Un grand nombre d'entre eux avaient été des militants antifascistes, d'anciens membres des Brigades internationales, et des résistants du Front national de lutte pour la liberté et l’indépendance de la France. Quelques « 45000 » appartenaient à d’autres organisations. Durant leur internement en France, qui pour certains remontait à 1940, les « 45000 » se montrèrent combatifs et dotés d’un sens aigu de la solidarité et de l’action collective. De nombreux « 45000 » avaient participé à l’organisation communiste clandestine du camp de détention allemand de Compiègne. Au début de juillet 1942, ils se préparèrent à « aller travailler en Allemagne » sans connaître leur véritable destination.

## Mille morts au bout de huit mois

### Le choc de l’arrivée

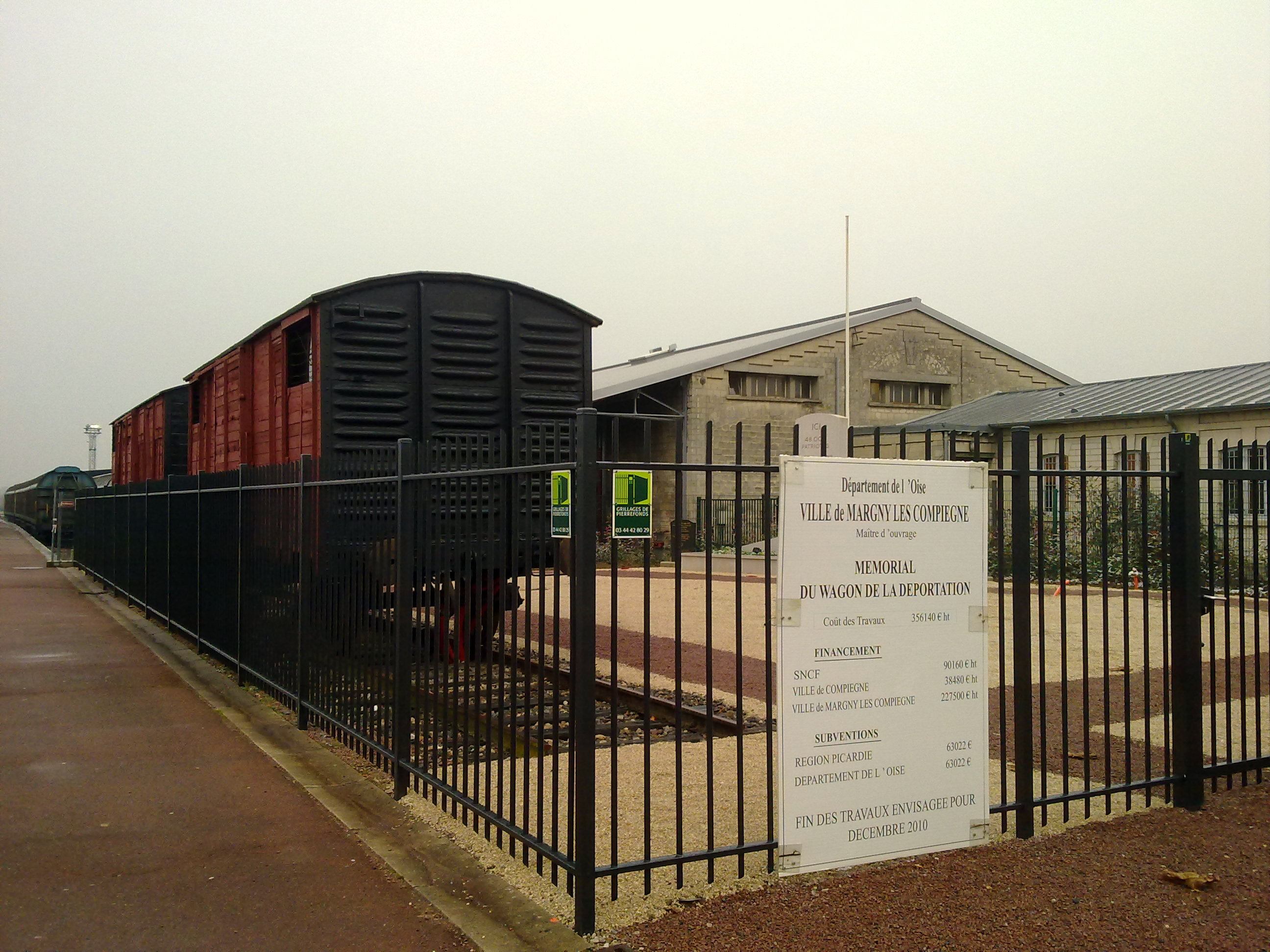
Mémorial du Wagon de la déportation à la gare de Compiègne.

Le 6 juillet 1942, 1 175 hommes environ quittent le camp de Royallieu (Compiègne) administré et gardé par le SD. Ils sont entassés dans des wagons de marchandises. Tous jettent des lettres sur la voie ferrée qui sont recueillies par les cheminots et transmises à leurs destinataires. Trois d’entre eux réussissent à s’évader avant la frontière. À leur arrivée à Auschwitz, les déportés sont photographiés au camp principal derrière une plaque portant leur matricule et la mention BV-F (criminels professionnels français). Ils ne sont pas placés en quarantaine, ni immédiatement tatoués, car le tatouage n’a été généralisé qu’en 1943. Ils se voient attribuer d’abord le triangle vert des détenus de droit commun, puis quelques jours plus tard le triangle rouge des détenus politiques. La Gestapo du camp leur applique le traitement des prisonniers NN (sigle de Nacht und Nebel, Nuit et brouillard) : leur destination doit rester secrète, ils ne peuvent recevoir ni lettre ni colis, ni être envoyés dans des kommandos éloignés du camp principal ou de Birkenau.
Ils arrivent à Auschwitz dans la période la plus sombre de son histoire en tant que camp de concentration (KL). Depuis sa création en mai 1940 pour briser la résistance polonaise, il est de tous les camps de concentration, celui dont la mortalité des détenus est la plus élevée. De plus, depuis janvier 1942, Auschwitz a été désigné pour devenir aussi un des six camps d’extermination des Juifs d’Europe. Il est doté — à Birkenau — d’un centre de mise à mort où sont installées deux chambres à gaz. Dans cette enceinte, de grands crématoriums, combinant chambre à gaz et fours crématoires sont en construction à partir du printemps 1942. 

Les « 45000 » découvrent le camp avec stupeur, en dépit de ce qu’ils avaient appris en France des camps de concentration nazis. 

« Nous partions avec la foi dans la victoire finale. Lorsque nous avons débarqué à Auschwitz avec ces idéaux, nous avons été profondément choqués, bouleversés. Comment pouvions-nous imaginer l'incroyable ? Je crois que l'ensemble des militants communistes connaissaient l'existence des camps de concentration nazis. [...] Mais tout ce que nous avions pu lire, entendre ou vivre en France n'avait rien de commun avec ce que nous avons trouvé à notre arrivée à Auschwitz. »

 Après leur enregistrement, ils passent leur première nuit au camp principal puis sont conduits, le lendemain, à Birkenau. Les chefs de « blocks » les soumettent à des séances de dressage : la « bienvenue au camp ». Ils travaillent durant quelques jours dans les kommandos de construction de ce camp.

### Les «45000» répartis entre Birkenau et Auschwitz-I
Le 13 juillet, la moitié des « 45000 » retourne au camp principal, les autres restent à Birkenau. Environ 80 % des « 45000 » meurent dans les six premiers mois qui suivent leur arrivée à Auschwitz. Ils ont à subir la rigueur des conditions de détention : la rudesse du climat de Haute-Silésie, un emploi du temps exténuant, la faim omniprésente, la dureté des kommandos de travail, l’absence de soins. Des « 45000 » sont, dès les premiers jours, victimes d'assassinats par les gardes SS ou par les détenus qui ont été choisis comme gardiens (les kapos). Les Juifs du convoi sont parmi les premiers exécutés. L’épidémie de typhus qui se déclare en août 1942 et les séances de désinfection qui l’accompagnent sont également très destructrices, surtout quand le froid arrive à partir de l’automne. Très affaiblis, des centaines de « 45000 » sont sélectionnés pour la chambre à gaz car « inaptes au travail ». Comme Français et comme communistes, les « 45000 » sont confrontés à l’hostilité générale des Polonais, alors majoritaires dans le camp. Quelques « 45000 » se suicident. À Birkenau, la mortalité est encore plus élevée que dans le camp principal. En mars 1943, ils ne sont plus que 154 survivants au camp principal. Sur les quelque 600 restés à Birkenau, ils ne sont plus que 25. Ce qui en tout fait 179 survivants sur les 1 170 au départ, soit quasiment mille morts huit mois après leur arrivée.

## 1943: de nouvelles chances de survie

### Survivre
Les « 45000 » qui ont réussi à échapper à la mort au cours des premiers mois de détention le doivent au hasard, à la mobilisation de leurs ressources individuelles, assez souvent à l’affectation dans un « bon kommando », à la connaissance ou à l’apprentissage de la langue des « maîtres » du camp (l’allemand et le polonais), à leur capacité à comprendre des « lois » du camp, sans pourtant céder à la loi de la jungle que les SS entretiennent sciemment entre les détenus. Ils pratiquent l’entraide, aussi précaire soit-elle et bénéficient eux-mêmes d’actes de solidarité. Au fil des mois, ils se muent en véritables « concentrationnaires ».
L’année 1943 s’avère moins meurtrière pour l'ensemble des détenus répartis à Auschwitz et Birkenau. À partir du printemps, parmi les environ 170 survivants sur les 1 170 au départ, la mortalité mensuelle se réduit. De 8 %[réf. nécessaire] pour la période allant de la mi-décembre 1942 à la mi-mars 1943, elle tombe à 1,6 %[réf. nécessaire] entre la mi-mars et la mi-août 1943. Ces changements interviennent à la suite d’instructions de Berlin ordonnant de faire baisser la mortalité de la main-d’œuvre des camps de concentration travaillant au profit de la machine de guerre allemande.

### Résistance et solidarité
Les groupes de résistance organisés à l’intérieur du camp d’Auschwitz tirent parti de ces ordres. Des détenus politiques de diverses nationalités accèdent à des postes de responsabilité. Les sélections des « inaptes au travail » pour la chambre à gaz sont suspendues en mai 1943 (mais reprendront en 1944 pour les Juifs). L’entrée de « 45000 » dans la résistance intérieure du camp au sein d’un réseau créé par des communistes autrichiens et des résistants polonais — le groupe de combat d'Auschwitz (Kampfgruppe Auschwitz), aussi appelé le « comité international de résistance » — leur assure de nouvelles possibilités de solidarité. Ils viennent ainsi en aide aux 230 femmes du convoi de résistantes du 24 janvier 1943, les « 31000 ». Parmi elles, se trouvent 119 communistes, dont Marie-Claude Vaillant-Couturier, Danielle Casanova, Hélène Solomon-Langevin ou Marie Politzer, ainsi que de nombreuses femmes d’otages fusillés et quelques parentes de « 45000 ».

### Juillet 1943: le droit d'écrire pour les politiques français.
Les « 45000 » bénéficient en outre de mesures exceptionnelles prises par les gardes SS en direction des détenus politiques français. En mars, la plupart des « 45000 » ayant survécu à l'enfer de Birkenau (25 survivants sur environ 600) retournent au camp principal. En juillet, les « 45000 » sont autorisés à écrire en France et à recevoir des colis.

### Août 1943: les politiques français sont regroupés au block 11
Entre août et décembre, les quelque 150 survivants sont placés (à quelques exceptions près) en quarantaine au premier étage du block 11, la prison du camp, où ils connaissent quatre mois d'un relatif répit. Ils n’ont plus à travailler ni à subir les coups des SS et des kapos. Ils sont les témoins des fusillades quasi quotidiennes de résistants et d’otages polonais dans la cour du block 11, et entrent en contact avec les femmes du block 10, victimes d’expériences médicales. Deux « 45000 » contribuent à sauver la vie d’Hermann Langbein, enfermé dans les cachots du sous-sol. Celui-ci était l’un des dirigeants du mouvement international de résistance — groupe de combat d’Auschwitz (Kampfgruppe Auschwitz) — auquel appartenait le groupe français créé par des « 45000 ».

## 1944-1945: le sort des derniers survivants

### De «vieux numéros»
Les « 45000 » sortent de leur quarantaine en décembre 1943 et sont de nouveau mêlés aux autres détenus d’Auschwitz, mais ils sont désormais protégés par leur situation de « vieux numéros », de concentrationnaires chargés d’expérience. La mortalité continue de reculer au camp principal et à Birkenau pour les non-Juifs qui y sont immatriculés.

### Trois «45000» assistent à l’ouverture des portes d’une chambre à gaz.
Cependant à Birkenau, les chambres à gaz fonctionnent à plein régime et des « 45000 » sont les témoins directs de l’extermination des Juifs et des Tziganes qui a commencé à l’été 1942. Clément Coudert, Cyrille Chaumette, Henri Marti qui appartenaient au kommando des « installateurs » sont conduits par un Juif parisien du kommando spécial chargé des chambres à gaz, à proximité de l'une d'elles, afin qu'ils puissent rapporter plus tard ce qu'ils ont vu. André Montagne voit partir vers la mort le poète Benjamin Fondane.

### 1944-1945: les «45000» dispersés dans le système concentrationnaire

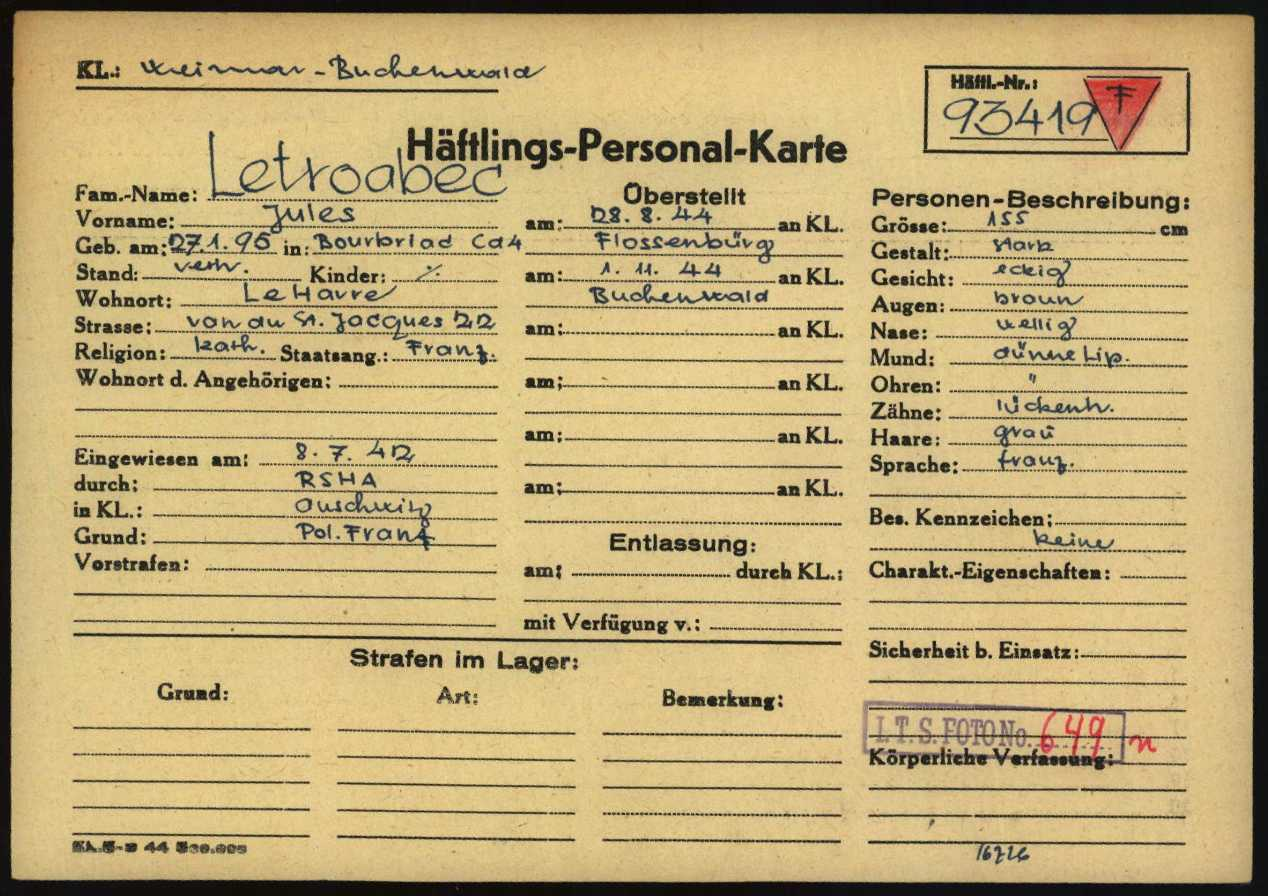
Carte d'enregistrement comme prisonnier à Buchenwald de Jules Le Troadec, numéro 45766.

En juillet 1944, l’avancée des troupes soviétiques pose aux SS le problème de la liquidation du camp d’Auschwitz. Les résistants créent un comité militaire afin d’empêcher une éventuelle extermination de l’ensemble des détenus. Les SS évacuent en premier les détenus qu’ils soupçonnent d’organiser une insurrection du camp à l'approche de l’armée soviétique, en liaison avec les partisans polonais.
Au début d’août, la presque totalité des cent-trente-cinq « 45000 » restants sont placés en quarantaine au block 10 en vue de leur transfert. À la fin août et au début de septembre, ils sont divisés en quatre groupes dont le premier est dirigé vers Flossenbürg (le 28 août), le second vers Sachsenhausen (le 29 août) et le troisième vers Gross-Rosen (le 7 septembre). La trentaine de « 45000 » demeurés à Auschwitz assiste à l’exécution de dirigeants importants de la résistance intérieure, notamment Ernst Burger. Ils quittent Auschwitz le 18 janvier 1945 pour Mauthausen à l’exception de trois d’entre eux, présents au moment de la libération du camp par les Soviétiques.
Les derniers « 45000 » sont éparpillés dans l’ensemble du système concentrationnaire, à la suite des transferts de 1944 et plus encore lorsqu’en 1945, les camps de concentration sont évacués en hâte par les SS devant la progression des Alliés. Alors que ces évacuations entraînent une très forte mortalité parmi les détenus, seize « 45000 » meurent entre février et mai 1945. Ce nombre relativement faible de morts s’explique par le faible nombre restant, leur endurance, leur capacité à s’entraider et à anticiper les périls. Au moment de leur libération, la joie de leur délivrance est ternie par leur faiblesse physique et par le souvenir de leurs camarades morts en déportation. Ils ne sont plus que 119 sur les 1 170 immatriculés à Auschwitz trois ans plus tôt : 1 051 de leurs compagnons de déportation avaient disparu.

## Après Auschwitz
Pendant quinze ans, certains survivants gardent des contacts individuels avec seulement tel ou tel de leurs compagnons jusqu’à ce que quelques-uns d’entre eux entreprennent en 1960 de se réunir tous à Rouen. Les femmes du convoi du 24 janvier 1943 (dont Marie-Claude Vaillant-Couturier et Marie-Élisa Nordmann-Cohen) sont également invitées. À partir de ce moment, ils s’organisent, créent des rencontres et des voyages à Auschwitz-Birkenau qu’ils ouvrent aux familles des survivants et des disparus, aux déportés et aux scolaires. En 1995, ils créent l’association « Mémoire-Vive des convois du 6 juillet 1942 et du 24 janvier 1943 ».